# Comuna Arhîpivka, Semenivka
Arhîpivka (în ucraineană Архипівка) este o comună în raionul Semenivka, regiunea Cernihiv, Ucraina, formată din satele Arhîpivka (reședința), Leonivka și Zorea.

## Demografie
Componența lingvistică a comunei Arhîpivka
     Ucraineană (81,17%)
     Rusă (18,83%)
Conform recensământului din 2001, majoritatea populației comunei Arhîpivka era vorbitoare de ucraineană (81,17%), existând în minoritate și vorbitori de rusă (18,83%).